# 火焰浪

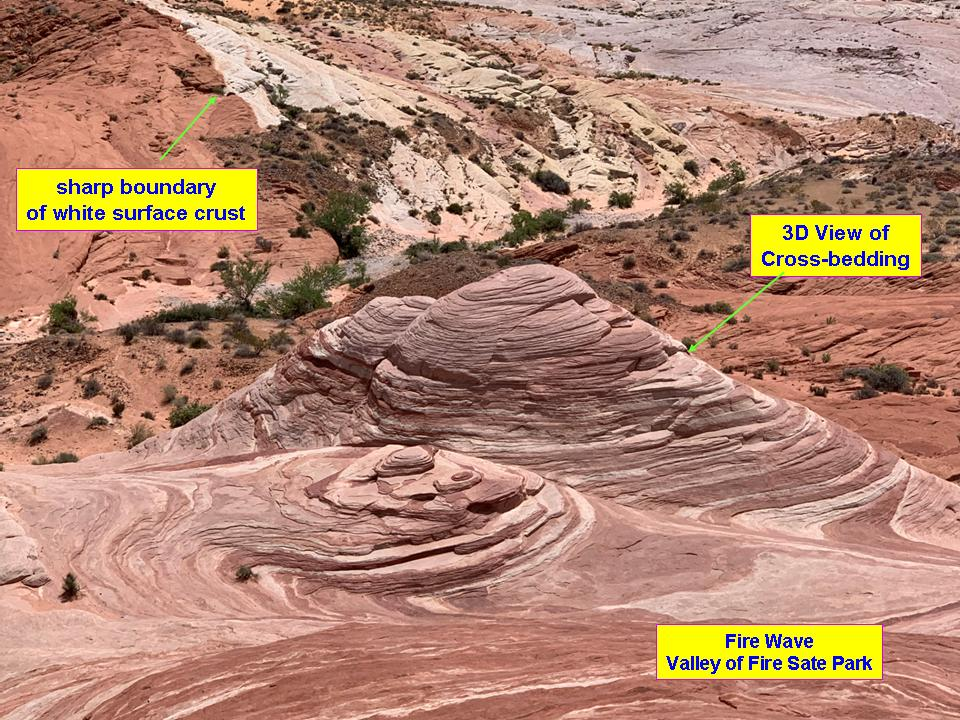
火焰浪顯示交錯層理的3維景象

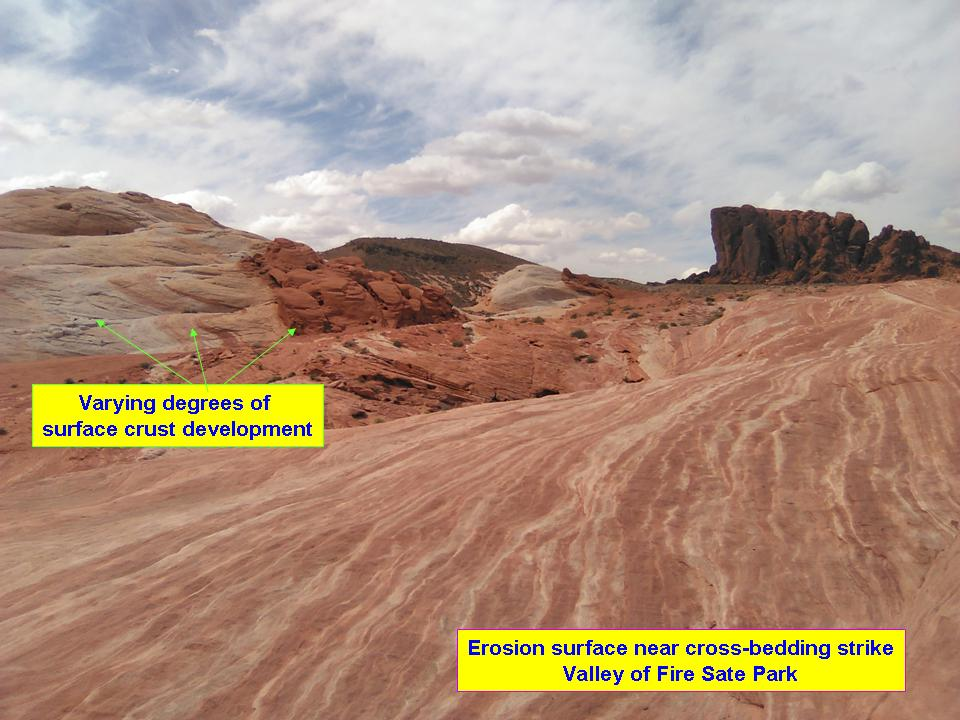
走向剖面顯示波浪紋理

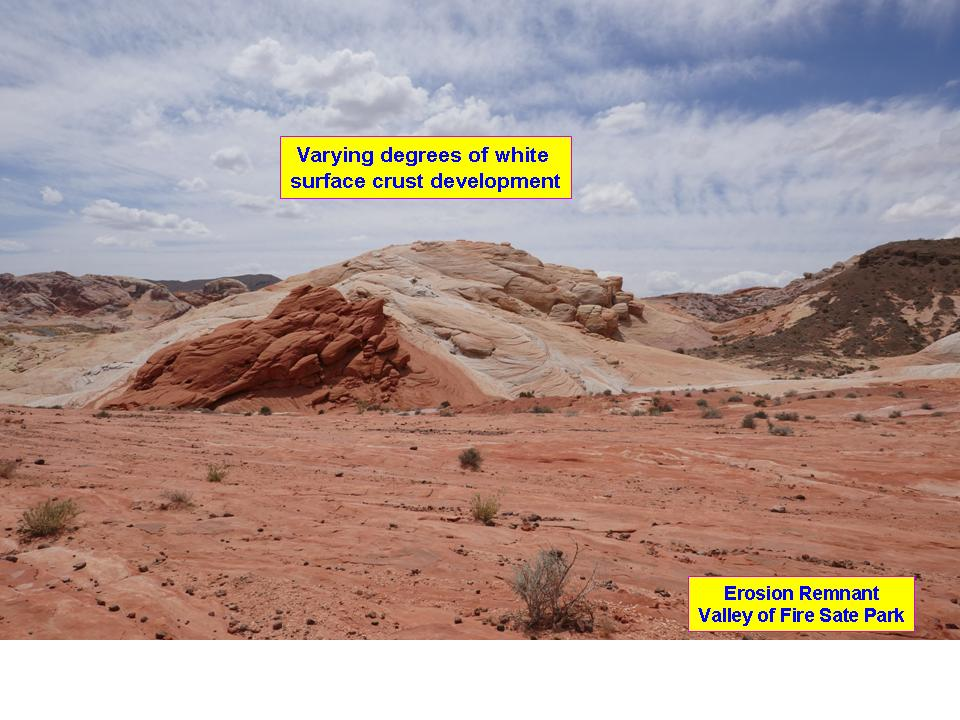
侵蝕殘留物被不同程度的風化殼遮蓋

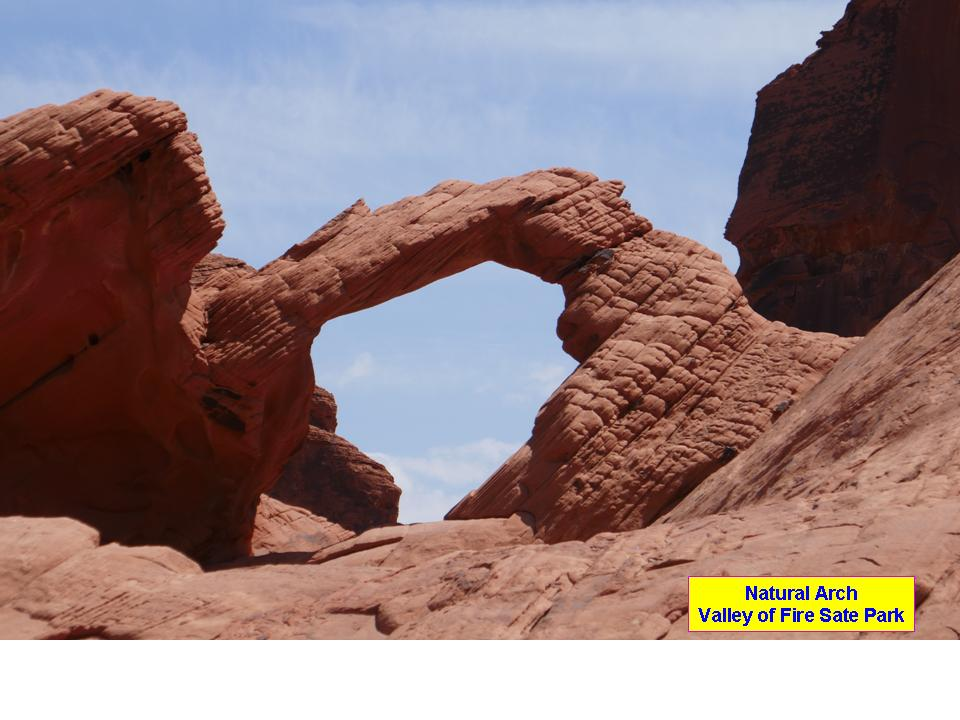
經由水和風侵蝕的殘留物

火焰浪（英語：Fire Wave）是美國加利福尼亞州州立火焰谷公園的旅遊景點之一，該公園是一個公共旅游和自然保護區，佔地近46,000英畝（19,000公頃），位於內華達州奧弗頓以南16英里（26公里）處。 在地理位置上，火焰谷位於莫哈韋沙漠（Mojove Desert），海拔高度在1,320–3,009英尺（402–917公尺）之間。該處地表出露的阿茲特克砂岩（Aztec Sandstone），在太陽光反射下時常顯著像火焰。公園因而得名。除此之外，近代複雜的隆升和斷層作用，以及隨後的廣泛侵蝕，形成了現在該地區的獨特地理景觀， 包括鋸齒狀的山丘和其出露在峭壁牆壁上的美麗的岩層.

## 地質
阿茲特克砂岩相當於在科羅拉多高原的納瓦荷砂岩， 都屬侏羅紀的風成岩， 代表這時期北美西緣廣汎分佈的沙丘。在這些沉積物都找到無脊椎動物和脊椎動物化石，包括恐龍足跡化石.
阿茲特克砂岩由兩個由顔色不同的兩個地層組成。下層厚100公尺抗風化力高，砂岩本身為粉紅色，但在露頭中呈現棕褐色至灰白色。可觀察到具交錯層理的透鏡體。 砂岩中的石英顆粒具毛玻璃表面並被二氧化矽膠結。上層厚200公尺，抗風化力低，由交替的白色石英砂岩和紅色至棕色粉質砂岩組成。

## 砂岩色彩
石英顆粒本身是白色的。如同納瓦霍砂岩一樣，阿茲特克砂岩的多種顏色，反映出其顆粒之間填充物的顔色。這些填充物的顔色長期受地下流體的影響而改變。最常見的填充物是赤鐵礦、針鐵礦和褐鐵礦。砂岩會呈現不同的顔色。是因爲在石英顆粒之間的空隙中有它們不同比例的混合物。
地層中的鐵是從含鐵矽酸鹽礦物的風化侵蝕而來的。最初，這些鐵以氧化鐵的成分沉積在顆粒表面。在沙子沉積被深埋之後，氧化鐵會被還原性流體溶解和流出成鐵離子。因而紅色砂岩會被漂白成亮白色。這些繫帶鐵離子的還原性流體在遇到氧化性地下水后，又把鐵離子氧化成赤鐵礦、針鐵礦和褐鐵礦並沉積在砂岩顆粒之間。根據砂岩的滲透性、孔隙度、和破裂度，及沉澱在石英顆粒之間不同比例的氧化鐵礦物，砂岩會呈現黑色、棕色、深紅色、朱紅色、橙色、鮭魚色、桃色、粉紅色、金色和黃色等不同的顔色。